# Bài hát của cá voi

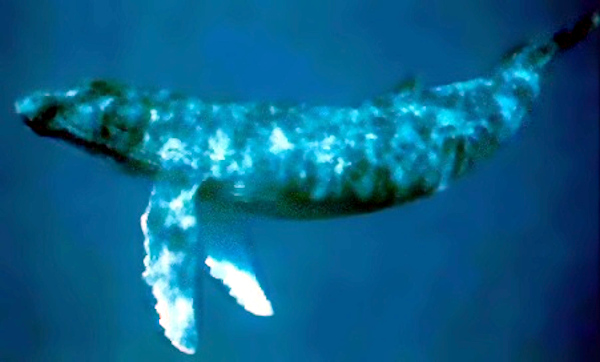
Loài cá voi lưng gù nổi tiếng với những bài hát của chúng

Bài hát của cá voi (tiếng Anh: whale song) là âm thanh mà cá voi tạo ra với mục đích giao tiếp với nhau.
Danh từ "bài hát" ở đây được dùng đặc biệt để miêu tả những mẫu âm thanh đều đặn và có thể đoán trước, phát ra từ một số loài cá voi, đặc biệt là cá voi lưng gù (Megaptera novaeangliae). Những âm thanh đó có thể bao gồm hoặc được so sánh với âm nhạc, và những con cá voi lưng gù đực lại được ví như những "nhạc trưởng lão làng", cũng như "giống nhau một cách đáng chú ý với truyền thống âm nhạc của loài người".
Cơ chế để tạo ra âm thanh ở mỗi họ của Bộ Cá voi là khác nhau. Những loài động vật có vú sống dưới nước, như cá voi, cá heo hay cá heo chuột, phụ thuộc âm thanh để giao tiếp và cảm giác hơn rất nhiều lần so với những loài thú sống trên cạn, khi mà ở trong nước tất cả những giác quan khác đều bị hạn chế tối đa. Thị giác của chúng bị giới hạn do nước hấp thu hầu hết ánh sáng, trong khi đó những phân tử mùi lại khuếch tán trong nước chậm hơn không khí, cũng làm giảm khả năng khứu giác của những loài này. Thêm vào đó, âm thanh lan truyền trong nước nhanh hơn gấp 4 lần so với trong không khí khi ở cùng một mực nước biển. Bởi vì những loài cá voi phụ thuộc rất lớn vào thính giác để kiếm ăn và truyền đạt thông tin, cho nên những nhà môi trường học và cá voi học đã lo lắng rằng chúng có thể bị gây hại bởi sự gia tăng những tiếng ồn của môi trường xung quanh ở tất cả đại dương trên thế giới, tạo ra từ tàu thuyền và những khảo sát địa chấn dưới biển.

## Sự tạo thành âm thanh
Con người tạo ra âm thành bằng việc đẩy khí ra ngoài đi qua thanh quản. Những dây thanh âm nằm bên trong thanh quản sẽ đóng và mở để phân chia luồng không khí thành những khối khí riêng biệt. Những khốí khí sẽ được biến đổi nhờ cổ họng, lưỡi và môi để tạo thành những âm thanh như ý muốn.
Ở những loài thuộc bộ Cá voi, cơ chế tạo ra âm thanh có sự khác biệt rõ rệt so với con người. Cơ chế tỉ mỉ của quá trình này có thể chia thành hai loại, theo hai phân bộ chính: Odontoceti (cá voi có răng, bao gồm cá heo) và Mysticeti (cá voi tấm sừng, bao gồm các loài cá voi lớn, ví dụ cá voi xanh).

### Cá voi có răng

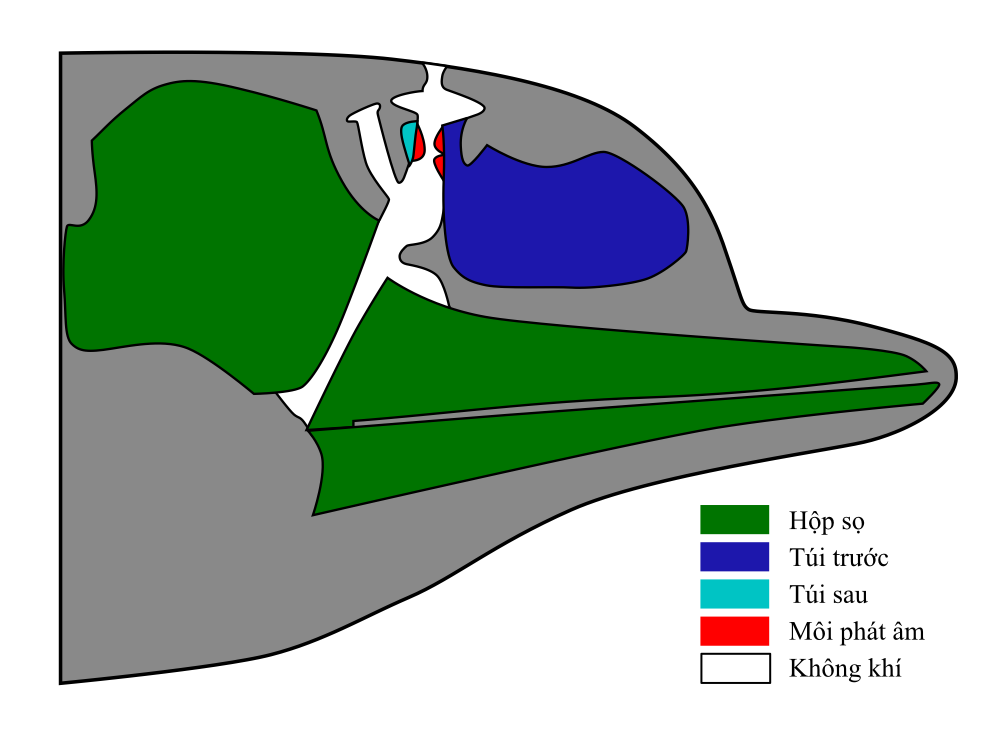
Những cấu trúc trên đầu cá heo tham gia vào việc phát âm thanh

Những loài cá voi có răng không thể tạo được những âm thanh dài, tần số thấp mà được biết như những "bài hát cá voi". Những tiếng lách cách (click) đơn lẻ chủ yếu được sử dụng với mục đích định vị, trong khi đó tập hợp những tiếng lách cách và huýt sáo (whistle) lại được dùng cho việc thông tin. Dù khi cá heo tập hợp thành bầy, sẽ tạo ra một tạp âm lộn xộn của những tiếng ồn ào khác nhau, thì người ta vẫn biết rất ít về ý nghĩa của những âm thanh đó. Frankel trích dẫn lời của một nhà nghiên cứu, miêu tả việc nghe những âm thanh này giống như nghe một đám trẻ con đang chơi đùa trên sân trường.
Những âm thanh phức tạp của cá heo được tạo ra bằng cách đẩy khí qua một cấu trúc nằm ở trong đầu cá mà gần giống như bộ phận nasal passage của con người, gọi là môi phát âm (phonic lip). Khi không khí đi qua ống hẹp thì sẽ hút những môi phát âm lên cùng lúc, và khiến cho những mô ở xung quanh bị rung động. Những rung động này, giống như những rung động ở thanh quản, sẽ được điều khiển một cách có chủ định với độ nhạy rất lớn. Chúng sẽ lan truyền qua những mô trên đầu để tới bộ phận melon, một cái bướu chứa chất dầu hình bầu dục nằm chính giữa trán cá, ở đây sẽ được biến đổi và điều khiển thành những chùm âm thanh phát ra với mục đích định vị. Tất cả những loài cá heo có răng trừ cá nhà táng, đều có hai bộ môi phát âm và do đó đều có khả năng phát ra hai âm thanh độc lập với nhau. Mỗi khi không khí đi qua môi phát âm thì cũng sẽ đi vào hệ thống tiền đình, ở đây có thể được quay vòng lại vào trong những phần phía dưới của hệ thống mũi, để chuẩn bị cho phát ra âm thanh lần nữa hoặc đi ra ngoài qua lỗ phun hơi trên đỉnh đầu cá heo.
Tên tiếng Pháp của môi phát âm - museau de singe - nghĩa là "mõm khỉ", bởi nó được cho là giống với hình dạng này. Những phân tích sọ sử dụng công nghệ chụp cắt lớp vi tính và SPECT (chụp cắt lớp phóng xạ đơn photon) vào năm 2004 đã chỉ ra rằng ít nhất ở những con cá heo mũi chai, không khí có thể được cung cấp tới hệ thống mũi từ phổi thông qua cơ thắt vòm miệng-hầu, và điều này cho phép chúng có thể duy trì được quá trình tạo âm thanh cho tới chừng nào không khí còn đủ cho chúng thở.

#### Độ ồn của cá voi có răng
Âm thanh cá voi có răng phát ra có âm vực là từ 40 Hz đến 325 kHz. Một số độ ồn tiêu biểu ghi ở bảng dưới đây:
| Nguồn                                    | Độ nguồn dải sóng rộng (dB re 1 {\displaystyle \mu }Pa at 1 m) |
| ---------------------------------------- | -------------------------------------------------------------- |
| Tiếng click của cá nhà táng              | 163-223                                                        |
| Tiếng click định vị của cá voi trắng     | 206-225 (biên độ đỉnh-đỉnh)                                    |
| Tiếng click định vị của cá heo mõm trắng | 194-219 (biên độ đỉnh-đỉnh)                                    |
| Tiếng nổ theo nhịp của cá heo mõm dài    | 108-115                                                        |
| Tiếng huýt của cá heo mũi chai           | 125-173                                                        |

### Cá voi tấm sừng
Những loài cá voi tấm sừng hàm không có cấu trúc môi phát âm, thay vì thế chúng có một thanh quản đóng vai trò trong việc tạo âm thanh. Tuy nhiên thanh quản của chúng lại thiếu các dây thanh âm và cho đến hiện nay, các nhà khoa học vẫn chưa hiểu được cơ cấu chính xác của quá trình này. Nó không thể hoàn toàn giống với cơ cấu phát âm của con người bởi cá voi không cần phải thở ra để tạo âm thanh. Có khả năng không khí sẽ được tuần hoàn trên khắp cơ thể cá voi và xoang sọ có thể được sử dụng cho mục đích phát âm, tuy nhiên làm thế nào vẫn là điều bí ẩn đối với các nhà nghiên cứu hiện nay.

#### Độ ồn của cá voi tấm sừng
Tần số âm thanh của cá voi tấm sừng khoảng từ 10 Hz đến 31 kHz. Độ ồn của một số loài điển hình được nêu ở bảng dưới đây:
| Nguồn                   | Độ nguồn dải sóng rộng (dB re 1 {\displaystyle \mu }Pa at 1 m) |
| ----------------------- | -------------------------------------------------------------- |
| Cá voi vây (cá ông xám) | 155-186                                                        |
| Cá voi xanh             | 155-188                                                        |
| Cá voi xám              | 142-185                                                        |
| Cá voi đầu cong         | 128-189                                                        |

## Ý nghĩa
Trong khi những âm thanh phức hợp và được nhắc đi nhắc lại ở cá voi lưng gù (cùng một số cá voi xanh) được tin rằng chủ yếu chỉ sử dụng trong chọn lọc giới tính, thì những âm thanh của những loài cá voi khác lại được tạo ra suốt quanh năm. Trong khi nhiều loài cá voi cá răng có khả năng định vị để xác định được kích cỡ và đặc tính của sự vật, thì khả năng này lại không được biểu hiện ở các loài cá voi tấm sừng hàm. Hơn nữa, không giống các loài cá như cá mập, khả năng khứu giác của cá voi không tốt. Cùng với thị giác kém trong môi trường nước và sự thật là âm thanh truyền trong nước nhanh hơn không khí, thì những âm thanh mà con người có thể nghe được có thể đóng một vai trò nào đấy trong việc vận động của chúng. Chẳng hạn như độ sâu của nước hay sự xuất hiện của vật cản trước mặt có thể được nhận thấy bởi những tiếng ồn ào mà cá voi tấm sừng phát ra.
Tiếng hát của cá voi có thể là sự thích thú thẩm mỹ, sự thỏa mãn cá nhân, hay sự "vị nghệ thuật", theo Eisner, đó là "một câu hỏi không thể trả lời được bằng ngôn ngữ khoa học".

## Bài hát của cá voi lưng gù
- Trục trặc khi nghe? Xem hướng dẫn.

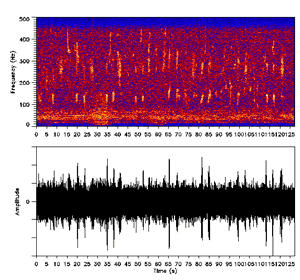
Ảnh phổ bài hát của cá voi lưng gù

Loài cá voi lưng gù và những phân loài của cá voi xanh tìm thấy ở Ấn Độ Dương được biết với khả năng tạo ra những âm thanh đặc trưng lặp đi lặp lại ở nhiều tần số khác nhau, mà được gọi là bài hát cá voi. Nhà sinh học biển Philip Clapham đã miêu tả bài hát "có lẽ là phức hợp rắc rối nhất trong thế giới động vật".
Những con cá voi lưng gù đực chỉ "hát" khi ở trong mùa giao phối và vì thế người ta đoán rằng mục đích của những bài hát là giúp cho việc chọn lọc giới tính. Về việc những bài hát là hành động cạnh tranh giữa những con đực đang tìm kiếm đồng loại khác giới, là một công cụ để xác định lãnh thổ hay hành động ve vãn của chúng với người bạn tình, vẫn là một đề tài đang được nghiên cứu. Chúng có thể vừa hát lại vừa hành động như những kẻ hộ tống trực tiếp thân cận với con cái. Tiếng hát cũng được ghi âm lại từ những đàn cá voi đang cạnh tranh bao gồm một con cái và nhiều con đực vây quanh.
Sự quan tâm đến tiếng hát cá voi được mở đầu từ nhà nghiên cứu Roger Payne và Scott McVay, sau khi những bài hát được đưa tới cho họ bởi Frank Watlington, một nhân viên làm việc tại một đài SOFAR của chính phủ Mỹ đặt tại quần đảo Bermuda, có nhiệm vụ lắng nghe vùng biển của Nga từ những máy thủy âm đặt xung quanh bờ biển của quần đảo. Những bài hát theo một kết cấu có thứ bậc rất đặc trưng. Đơn vị cơ bản của một bài hát cá voi (đôi khi được gọi là một "note") là những âm thanh phát ra không ngắt quãng đơn lẻ chỉ kéo dài trong vòng vài giây. Chúng có tần số trải từ 20 Hz to 10 kHz (tần số con người nghe được thường là từ 20 Hz đến 20 kHz). Những đơn vị này có thể được điều tần (nghĩa là độ cao của âm có thể đi lên, đi xuống hoặc giữ nguyên trong suốt cả nốt) hoặc điều biên (âm lượng to hơn hoặc nhỏ hơn). Tuy nhiên sự sắp xếp độ rộng dải tần ở ảnh phổ của bài hát đã cho thấy ở đây bản chất nhịp chủ yếu của những âm thanh điều tần (FM).
Tập hợp của bốn hoặc sáu đơn vị được gọi là một phân tiết nhạc (sub-phrase), diễn ra trong khoảng 10 giây. Hai phân tiết hợp thành một tiết. Một con cá voi sẽ lặp đi lặp lại cùng một tiết nhạc đặc trưng của chúng trong vòng từ hai đến bốn phút. Đó được coi là một giai điệu (theme). Tập hợp những theme gọi là một bài hát, thường kéo dài hơn 30 phút, và sẽ tiếp tục được cá voi hát đi hát lại trong mấy tiếng hoặc suốt cả ngày. Những tầng tầng lớp lớp âm thanh lặp đi lặp lại theo kiểu "búp bê Nga" này đã thu hút sự tưởng tượng của những khoa học gia.
Tất cả những con cá voi cư ngụ cùng một vùng biển (mà có thể rộng bằng cả vùng bồn đại dương) hát những bài hát gần như giống hệt nhau, chỉ khác biệt đôi chút, ở một số mốc thời điểm. Những bài hát này luôn luôn biến đổi chậm chạp qua thời gian. Ví dụ, sau một tháng, một đơn vị đặc biệt khởi đầu là một "upsweep" (tăng theo tần số) có thể chuyển từ từ thành một nốt đều đều. Đơn vị còn lại âm lượng có thể trở nên to hơn. Nhịp độ biến đổi của bài hát của cá voi cũng thay đổi - trong một vài năm bài hát có thể biến đổi hoàn toàn khác, trong khi một số năm khác thì người ta chỉ có thể ghi lại được những biến đổi không đáng kể. Cá voi ở những vùng khác lại hát những bài hát hoàn toàn khác biệt.
Khi bài hát đã biến đổi thì những bài cũ sẽ không được sử dụng lại. Phân tích những bài hát của cá voi trong vòng 19 năm đã cho thấy: trong khi những mẫu bài hát chung có thể bị lệch đi ít nhiều, thì những mẫu cũ không bao giờ được quay trở lại.

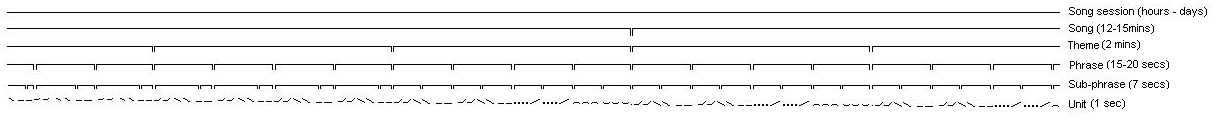
Giản đồ ghi lại bài hát của một con cá voi lưng gù

Cá voi lưng gù có thể thực hiện những âm thanh độc lập mà không cấu tạo nên bài hát, đặc biệt dùng trong quá trình ve vãn tìm hiểu. Chúng cũng có thể tạo ra loại âm thanh thứ ba gọi là tiếng kêu kiếm ăn (feeding call). Đó là một âm thanh dài (mỗi lần từ 5 đến 10 giây) với tần số gần như không đổi. Cá voi lưng gù thường kiếm ăn bằng cách tụ tập thành bầy, bơi ngay dưới những đàn cá và tất cá cùng lao lên xuyên qua đàn cá và nhảy ra khỏi mặt nước. Trước khi lao lên, chúng thường thực hiện những tiếng kêu. Mục đích chính xác của tiếng kêu này chưa được biết, nhưng nghiên cứu cho thấy rằng những con cá thì lại hiểu ý nghĩa của nó. Khi âm thanh đi tới bầy cá, dù không có con cá voi nào lao lên, thì một nhóm cá trích vẫn phản ứng với âm thanh bằng cách di chuyển ra xa nó.
Một số nhà khoa học cho rằng bài hát cá voi được sử dụng với mục đích định vị, tuy nhiên ý kiến này vẫn gây ra những bất đồng.

## Những âm thanh cá voi khác
Phần lớn các loài cá voi sừng tấm phát âm thanh trong khoảng 15–20 hertz. Tuy vậy, những nhà sinh học biển ở Viện hải dương học Woods Hole (WHOI) đã thông báo trên tờ New Scientist vào tháng 12 năm 2004 rằng họ đã theo dõi một con cá voi có tần số ở mức 52 Hz tại Bắc Thái Bình Dương trong vòng hơn 12 năm. Những nhà khoa học hiện thời không thể giải thích được sự khác biệt bất thường này, tuy nhiên, họ khẳng định rằng đó là một con tấm sừng hàm và chắc chắn không phải là một loài mới, cho thấy rằng những loài đã được biết đến hiện nay có thể có âm vực rộng hơn trước đây người ta nghĩ.
Các loài cá heo và cá voi tạo ra những âm thanh có mức độ phức tạp khác nhau. Loài được quan tâm đặc biệt là cá voi trắng khi mà chúng có thể phát ra âm thanh đa dạng bao gồm cả những tiếng huýt, tiếng click và tiếng đập nhịp, v.v.

## Với con người

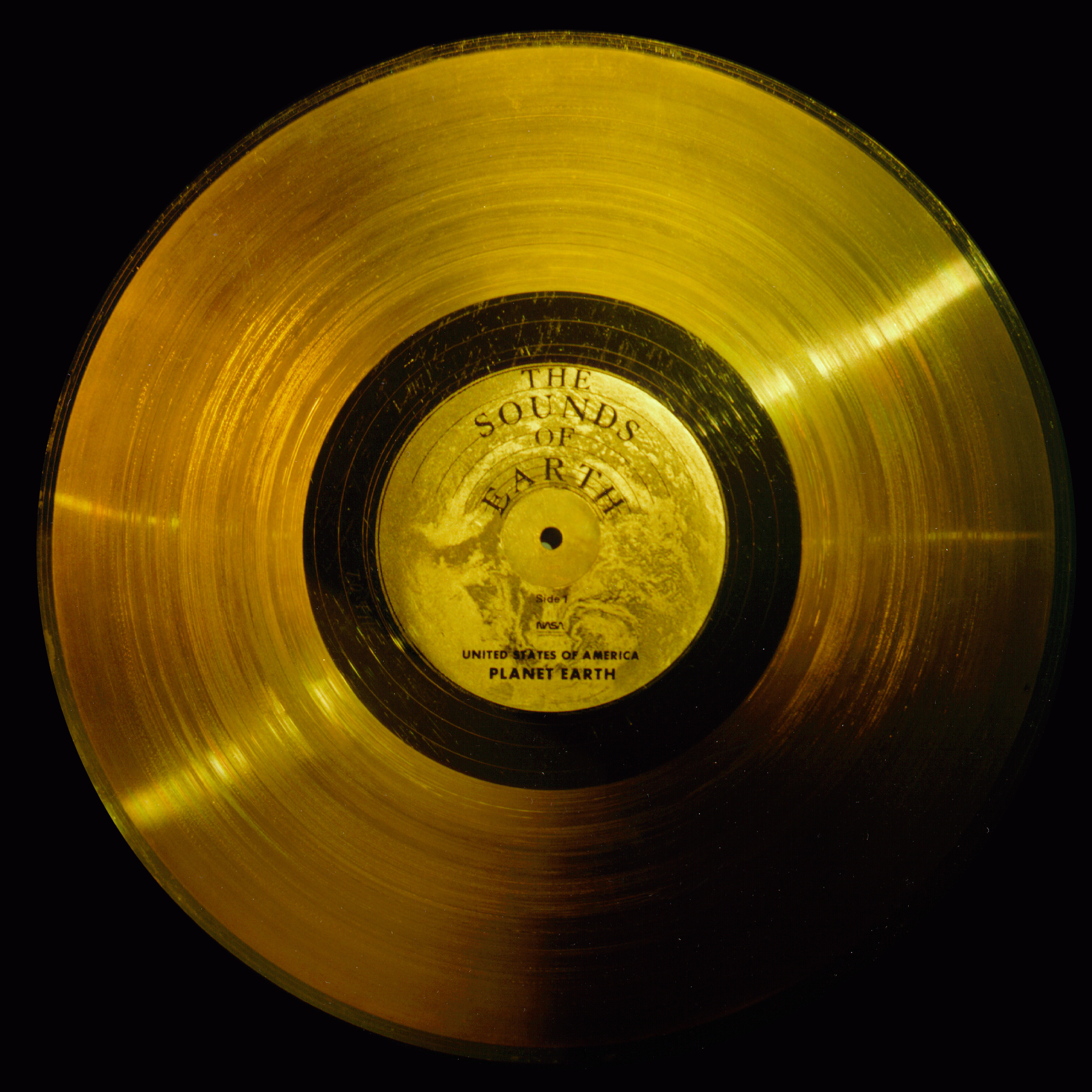
Đĩa ghi vàng Voyager đã mang bài hát của cá voi ra ngoài không gian cùng những âm thanh khác tiêu biểu cho hành tinh xanh Trái Đất

Dù một số người cho rằng việc quan tâm thái quá đến bài hát cá voi đơn giản là vì loài động vật này sống dưới biển, thì đa phần những nhà khoa học nghiên cứu về thú sống dưới nước đều tin rằng âm thanh này đóng một vai trò đặc biệt quan trọng cho sự phát triển khỏe mạnh của chúng. Người ta cũng tranh luận rằng những người chống lại việc săn bắt cá voi đã nhân tính hóa hành động của loài này để nhằm ủng hộ phía của họ. Ngược lại, những nước ủng hộ săn bắt cá voi có lẽ lại muốn làm giảm tính quan trọng của những âm thanh này, ví dụ như việc coi chúng như những tiếng rống của loài bò.
Những nhà nghiên cứu sử dụng máy thủy âm (thường phỏng theo loại máy gốc tìm kiếm dưới biển trong quân sự) để xác định chính xác vị trí nguồn âm thanh cá voi. Phương pháp này đã cho phép họ biết được khoảng cách xuyên qua đại dương mà âm thanh đi được. Nghiên cứu do tiến sĩ Christopher Clark ở Đại học Cornell hướng dẫn, sử dụng dữ liệu quân sự trong 30 năm, đã chỉ ra rằng tiếng cá voi có thể đi một chặng đường lên đến 3.000 km. Cũng như cung cấp thêm thông tin về quá trình tạo âm thanh, dữ liệu còn giúp các nhà nghiên cứu tìm theo được chặng đường di trú của cá voi trong thời kì "hát" (giao phối) của chúng.
Trước khi giới thiệu về quá trình tạo âm thanh cá voi, Clark đã nói rằng âm thanh của chúng có thể đi từ phía này đến phía kia của đại dương. Nghiên cứu của ông còn rằng tiếng ồn xung quanh từ tàu thuyền đã tăng gấp đôi mỗi thập kỉ. Nó sẽ khiến làm giảm quãng tần số mà cá voi nghe được và họ tin rằng những bài hát cá voi sẽ bị đặc biệt ảnh hưởng bởi những tiếng ồn này. Một số nghiên cứu khác cho thấy sự gia tăng lượng giao thông trên biển, ví dụ như ngoài khơi Vancouver, sẽ khiến những con cá hổ kình (cá voi sát thủ) thay đổi tần số và tăng biên độ âm thanh để chúng vẫn nghe được. Những nhà môi trường học lo ngại rằng hoạt động tàu thuyền đã mang stress thái quá đối với các động vật và khiến cho việc chúng tìm kiếm bạn tình trở nên khó khăn hơn.

## Một số đĩa hát
- Trục trặc khi nghe? Xem hướng dẫn.

- Songs of the Humpback Whale (SWR 118) xuất bản lần đầu năm 1970 bởi CRM Records từ những bản thu của Roger Payne, Frank Watlington và những người khác. Bản LP được tái phát hành bởi Capitol Records, xuất bản dạng giấy bởi National Geographic Society magazine (tập 155, số 1, tháng 1 năm 1979) và phát hành dưới dạng CD bởi BGO-Beat Goes On (2001).
- Deep Voices: The Second Whale Record (Capitol Records ST-11598) phát hành bản LP (1977) từ những bản thu thêm vào của Roger Payne, tái bản dạng CD (1995) bởi Living Music. Bao gồm những bản ghi âm tiếng của cá voi lưng gù, cá voi xanh và cá voi đầu bò.
- Northern Whales (MGE 19) xuất bản bởi Music Gallery Editions từ bản thu của Pierre Ouellet, John Ford và Interspecies Music and Communication Research. Bao gồm âm thanh của cá voi trắng, kỳ lân biển, cá hổ kình và hải cẩu râu.
- Sounds of the Earth: Humpback Whales (Oreade Music) phát hành dạng CD năm 1999.
- Rapture of the Deep: Humpback Whale Singing (Compass Recordings) phát hành dạng CD năm 2001.